# Ирис низкий
И́рис ни́зкий (лат. Īris humīlis) — многолетнее травянистое растение; вид рода Ирис (Iris) семейства Ирисовые (Iridaceae).

## Ботаническое описание

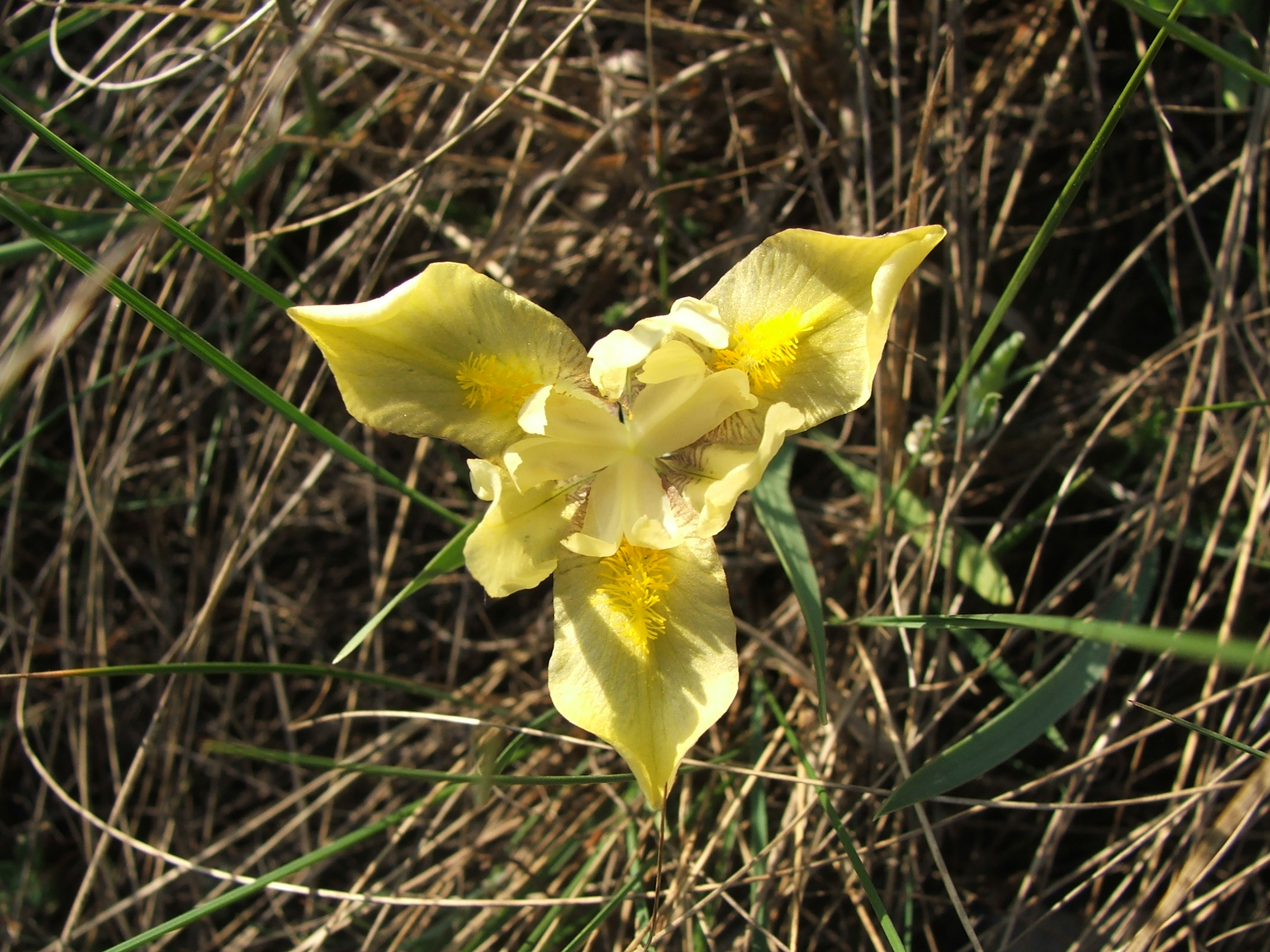
Цветущее растение

Многолетнее травянистое рыхлокустовое растение 5—20 см высотой.
Корневище горизонтальное, узловатое, ветвистое, довольно толстое. Основания побегов с немногочисленными отмершими буроватыми влагалищами.
Стебли крепкие, до 15 (20) см высотой с двумя — тремя короткими сизо-зелёными листьями до 7 мм шириной. Листочки обёртки в числе трёх, эллиптически-ланцетные, при плодах пергаментные.
Цветки (один — два) жёлтые, крупные, более 3 (до 4—5) см в диаметре. Околоцветник жёлтый или жёлто-фиолетовый, наружные доли крупнее внутренних, они отогнуты вниз, обратнояйцевидные, заострённые, с жёлтой бородкой, трубка околоцветника в 1,5—2 раза короче отгиба, нити тычинок почти равны пыльникам.
Коробочка эллиптическая (до 5 см), суженная к обоим концам. Семена светло-коричневые, овальные, морщинистые, с беловатыми присемянниками. Цветение — май, плодоношение — июнь.

## Распространение и местообитание
Евразийский вид: Европа, Западная и Восточная Сибирь, Дальний Восток, Монголия, Северо-Западный Китай, Япония.
Лимитирующие факторы — разрушение или коренное изменение местообитаний (распашка степей, весенние палы, скотопрогон, перевыпас, прокладка дорог, разработка меловых карьеров); поскольку вид в период цветения декоративен — сбор на букеты, выкапывание растений.

## Синонимика

### Синонимы научного латинского названия
По данным The Plant List на 2010 год, в синонимику вида входят:
- Iris arenaria Waldst. & Kit.
- Iris arenaria subsp. borzaeana Prodán
- Iris arenaria subsp. orientalis Lavr.
- Iris arenaria f. phyllospatha Borbás
- Iris borzaeana (Prodán) Prodán
- Iris flavissima f. orientalis Ugr.
- Iris humilis subsp. arenaria (Waldst. & Kit.) Á.Löve & D.Löve
- Iris humilis var. borzaeana (Prodán) Soó
- Iris humilis subsp. orientalis (Ugr.) Soó
- Iris humilis f. phyllospatha (Borbás) Soó
- Iris pineticola Klokov
- Joniris humilis (Georgi) Klatt

### Синонимы русского названия
В русском языке приняты следующие синонимы (помимо основного названия Ирис низкий): Ирис желтейший, Ирис маньчжурский, Ирис приземистый, Касатик желтейший, Касатик маньчжурский, Касатик низкий, Касатик приземистый, ограниченно распространено бытовое название Волчий огурец.

## Охранный статус

### В России
В России вид входит в многие Красные книги субъектов Российской Федерации: Амурской, Белгородской, Воронежской, Еврейской автономной, Кемеровской, Курской, Липецкой, Омской, Оренбургской,Орловской, Пензенской, Саратовской, Томской, Тюменской и Ульяновской областей, а также республик Башкортостан и Саха (Якутия), и Красноярского, Приморского и Хабаровского краев. Растёт на территории нескольких особо охраняемых природных территорий России.

### На Украине
Входит в Красную книгу Украины и Луганской области, охраняется в НПП «Святые горы».